# Spormaggiore
Spormaggiore (deutsch veraltet: Altspaur) ist eine italienische Gemeinde (comune) mit 1258 Einwohnern (Stand 31. Dezember 2023) in der Provinz Trient, Region Trentino-Südtirol. Sie gehört zur Talgemeinschaft Comunità della Paganella.

## Geographie
Spormaggiore ist fünf Kilometer von der Rocchetta-Abzweigung entfernt und hat mit den Ortschaften des Val di Non den Apfelanbau gemein.
Die Nachbargemeinden sind Ton, Mezzocorona, Mezzolombardo, San Michele all’Adige, Fai della Paganella, Nave San Rocco, Zambana.

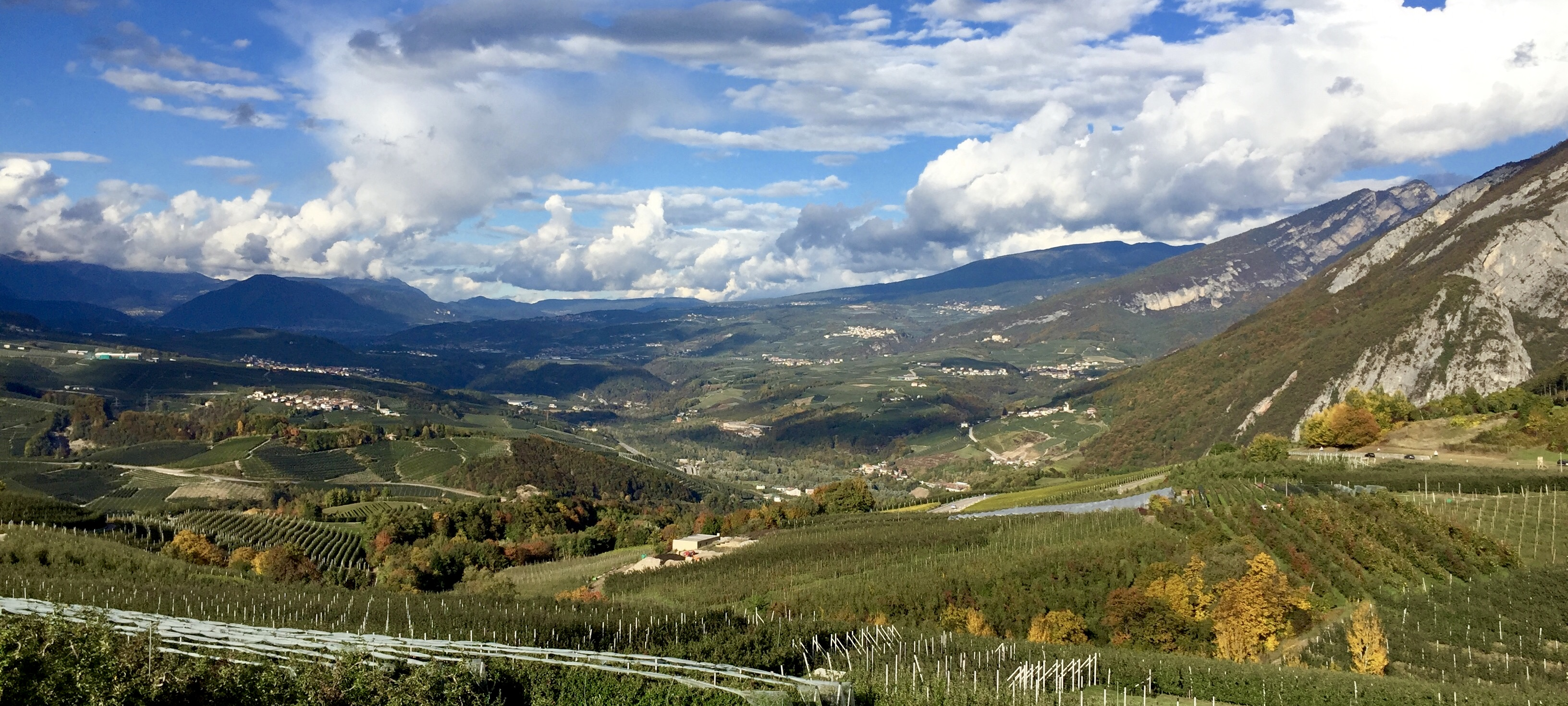
Aussicht auf das Nonstal von Spormaggiore aus

## Geschichte
Die Örtlichkeit ist ersturkundlich als Spaurn in einer Traditionsnotiz von 1177–1184 des Augustinerchorherrenstift San Michele all’Adige genannt, welche örtlichen Güterbesitz der Grafen von Eppan betrifft.
Infolge der faschistischen Gemeindereform 1927 wurden 1928 die angrenzenden Gemeinden Cavedago und Sporminore eingemeindet und bildeten die neue Gemeinde Spor. 1947 wurden die drei Orte wieder zu eigenständigen Gemeinden und Spor aufgelöst.